# Le Saut à la couverture
Pour plus de détails, voir Fiche technique et Distribution.
Le Saut à la couverture est un film français réalisé par Louis Lumière, sorti en 1895.
Cette « vue photographique animée », ainsi que les frères Lumière nommaient leurs bobineaux impressionnés, fait partie des 10 films montrés au Salon indien du Grand Café de Paris à partir du 28 décembre 1895. Ce film est dans la tradition du comique troupier.

## Synopsis
Exercice cocasse d'un bidasse malchanceux et agile.

## Fiche technique
- Titre : Le Saut à la couverture
- Réalisation : Louis Lumière
- Production : Société Lumière
- Photographie : Louis Lumière
- Format : 35 mm à 2 perforations rondes Lumière par photogramme, noir et blanc, muet
- Durée : 41 secondes
- Pays :  France